# Knínice u Boskovic
Knínice u Boskovic är en köping i Tjeckien.   Den ligger i regionen Södra Mähren, i den östra delen av landet, 170 km öster om huvudstaden Prag. Knínice u Boskovic ligger 379 meter över havet och antalet invånare är 784.
Terrängen runt Knínice u Boskovic är platt åt nordväst, men åt sydost är den kuperad. Runt Knínice u Boskovic är det ganska tätbefolkat, med 78 invånare per kvadratkilometer. Närmaste större samhälle är Boskovice, 6,3 km söder om Knínice u Boskovic. I omgivningarna runt Knínice u Boskovic växer i huvudsak blandskog.